# Theriotia lorifolia
Theriotia lorifolia là một loài rêu trong họ Buxbaumiaceae. Loài này được Cardot mô tả khoa học đầu tiên năm 1904.